# Montesegale
Montesegale är en ort och kommun i provinsen Pavia i regionen Lombardiet i Italien. Kommunen hade 279 invånare (2018).